# Johann Jakob Sulzer
Johann Jakob Sulzer (Winterthur, 23 december 1821 - aldaar, 27 juni 1897) was een Zwitsers politicus voor de liberalen en later voor de Democratische Partij uit het kanton Zürich. Van 1858 tot 1873 was hij ook burgemeester van Winterthur.

## Biografie
Johann Jakob Sulzer studeerde filologie, geschiedenis, filosofie en politieke wetenschappen in Zürich, Bonn en Berlijn. Na zijn studies maakte hij een reis door Scandinavië. Nadien werd hij tweede secretaris van de Kantonsraad van Zürich (1846), om later vicekanselier te worden (1847) en vanaf 1848 tot 1852 uiteindelijk kanselier.
Sulzer bekleedde verscheidene politieke ambten. Zo was hij van 1850 tot 1884 lid van de Kantonsraad van Zürich, waarvan hij in de periodes 1869-1870 en 1872-1873 voorzitter was. Van 1852 tot 1857 was hij lid van de Regeringsraad van Zürich, waar hij bevoegd was voor Financiën. Sulzer was aanvankelijk liberaal maar schakelde later over naar de Democratische Partij. Hij verzette zich tegen het beleid van zijn streekgenoot Alfred Escher. Hij nam dan ook ontslag uit de Regeringsraad om de democratische beweging te gaan leiden. In de periode 1868-1869 was hij ook lid van de kantonnale constituante en verscheidene van haar commissies. Van 1858 tot 1873 was hij ook burgemeester van Winterthur. Onder zijn burgemeesterschap kende de stad grote vernieuwingen in het transport, de ruimtelijke ordening, de handel en de industrie. Hij nam ontslag als burgemeester na onenigheid met de projectleiders van de Schweizerische Nationalbahn.
Op federaal vlak zetelde aanvankelijk in de Nationale Raad van 3 december 1866 tot 5 december 1869, na te zijn verkozen in de Zwitserse parlementsverkiezingen van 1866. Vervolgens zetelde hij van 6 december 1869 tot 1 december 1878 in de Kantonsraad, waarvan hij van 6 maart tot 5 juni 1876 voorzitter was. Van 1879 tot 30 november 1890 ztelde hij voor een tweede maal in de Nationale Raad. Hij was voorstander van de volledige herziening van de Zwitserse Grondwet in 1874 maar was een tegenstander van het toenemende protectionisme. Van 1871 tot 1878 zat hij in de raad van bestuur van de Tösstalbahn, waarvan hij een van de oprichters was.

## Trivia
Hij was bevriend met de Duitse componist Richard Wagner.

## Onderscheidingen
- Doctor honoris causa aan de Universiteit van Zürich (1858)